# كلارك ليونارد هل
كلارك ليونارد هل، (بالإنجليزية: Clark Leonard Hull)‏، (في الفترة من 1884 إلى 1952)، هو عالم نفسي أمريكي واسع التأثير سعى لشرح التعلم والدوافع من خلال قوانين السلوك العلمية. ويعرف "كلارك هل، بمناظراته مع إدوارد سي تولمان، ويعرف أيضًا بعمله في نظرية الحافز.
قضى هل الجزء الأكبر من حياته المهنية في جامعة ييل حيث وظَّفه الرئيس والعالم النفسي السابق جيمس رولاند أنغيل.
ولقد أجرى أبحاث تظهر أن نظرياته يمكنها التنبؤ بالسلوك. ومن أبرز أعماله «النظرية الاستدلالية الرياضية في التعلم بالاستظهار» (1940)، وكذلك «مبادئ السلوك» (عام 1943)، والتي قام عليها تحليله للتعلم والإشراط لدى الحيوانات، حيث كانت تمثل نظرية التعلم السائدة في وقتها.
عبر هل عن نموذجه بمفردات حيوية:
تعاني الكائنات من الحرمان.. ويؤدي هذا الحرمان لظهور الحاجات.. ثم تعمل الحاجات على تنشيط الدوافع.. وتعمل الدوافع بدورها على تنشيط السلوك.. والسلوك هو هدف موجه.. وتحقيق الهدف يمثل قيمة البقاء.

## الخلفية
ولد هل في أكرون في غربي ولاية نيويورك. وقد درس الرياضيات والفيزياء والكيمياء حيث كان يهدف إلى أن يصبح مهندسًا ولكن تحول عن هدفه عندما قرأ أعمال واطسون وبافلوف.
حصل هل على درجتي البكالوريوس والماجستير من جامعة جامعة ميشيغان، وفي عام 1918 حصل على درجة الدكتوراه من جامعة ويسكونسن-ماديسون وقد درَّس هناك أيضًا من عام 1916 إلى 1929.
وقد نُشر بحث رسالة الدكتوراه التي ناقشها حول «النواحي الكمية لتقييم المفاهيم»، في مجلة سيكولوجيكال مونوجرافس [الإنجليزية].

## معادلة تحديد الدافع
إن معادلة هل لتحديد الدافع كانت sEr = sHr * D
حيث:

sEr = احتمالية الإثارة (احتمالية إنتاج الكائن لاستجابة (r) أو لمثير (s))، 

sHr = قوة العادة (مستمدة من محاولات الإشراط السابقة)، 

D = قوة الدافع (محددة بواسطة، على سبيل المثال، ساعات الحرمان من الطعام والمياه، إلخ. وقد أُضيفت عوامل أخرى متنوعة تدريجيًا إلى المعادلة لتعليل النتائج التي لم تُشتمل في هذه الدالة البسيطة. وأصبحت المعادلة في النهاية كما يلي:
sEr = V x D x K x J x sHr - sIr - Ir - sOr - sLr
حيث تمثل V المثير.

## نظرية الحافز
كان تأكيد «كلارك هل»، على التجريب والنظرية المنظمة للتعلم وطبيعة العادات، حيث نادى بوجود روابط بين المثير والاستجابة.
تتأثر السلوكيات بالأهداف، التي تسعى لإشباع الدوافع الأولية، مثل الجوع، والعطش، والجنس، وتجنب الألم.

## دراسات عن التنويم المغناطيسي
كثيرًا ما ينسب بدء الدراسة الحديثة لعلم التنويم المغناطيسي إلى هل. ويمثل كتابه التنويم المغناطيسي وقابلية التأثر بالإيحاء (Hypnosis and Suggestibility) الذي ألفه في 1933 دراسة دقيقة لهذه الظاهرة باستخدام التحليل الإحصائي والتجريبي. ولقد أظهرت دراسات هل بطريقة قاطعة عدم وجود علاقة على الإطلاق بين التنويم المغناطيسي والنوم («التنويم المغناطيسي ليس نومًا... فهو لا يرتبط مطلقًا بالنوم، وعندما يُطبق مفهوم النوم بأكمله على التنويم المغناطيسي يؤدي إلى غموض الموقف»).
وتتمثل النتيجة الرئيسية لدراسة هل في التدقيق في صحة المزاعم المبالغ فيها على ما يبدو بشأن التنويم المغناطيسي، خاصة فيما يتعلق بالتحسينات التي تفوق التوقع بالنسبة للتعرف أو الحواس بواسطة التنويم المغناطيسي. أظهرت تجارب هل حقيقة بعض الظواهر الكلاسيكية مثل خفض الألم الناجم عن العقل والكف الواضح لاستدعاء الذاكرة.
رغم ذلك، أشار عمل هل إلى أن تلك التأثيرات يمكن تحقيقها دون اعتبار التنويم المغناطيسي حالة مختلفة، وإنما نتيجة للإيحاء والدافع اللذين سبقا الدراسة السلوكية للتنويم المغناطيسي. وبالمثل، يمكن أن تحدث زيادة بسيطة في قدرات بدنية معينة وتغيرات حد الإثارة الحسية نفسيًا، بينما يمكن أن تكون تأثيرات الهزال بالغة. وقد اشتهر هل بطريقته في استقراء التنويم المغناطيسي التي ينظر من خلالها لشخص ما في العين مباشرة حتى يتم إقناعه. [بحاجة لمصدر]

## التقدير والوفاة
حصل هل على «ميدالية وارن»، في عام 1945، من رابطة علماء النفس التجريبيين.
وخلال عام 1929، شرع في العمل في جامعة ييل، وظل بها حتى وافته المنية، بتاريخ 10 مايو عام 1952، في نيو هيفن، كونيتيكت.

## وصلات خارجية
- كلارك ليونارد هل على موقع الموسوعة البريطانية (الإنجليزية)
- كلارك ليونارد هل على موقع إن إن دي بي (الإنجليزية)

- "The Conflicting Psychologies of Learning: A Way Out", Clark L. Hull (1935), Psychological Review, 42, 491-516.
- Lemov, Rebecca (2005). World as Laboratory: Experiments with Mice, Mazes, and Men. New York: Farrar, Straus, and Giroux. Chapter 4.
- Deci, E. L., & Ryan, R. M. (1985). Intrinsic motivation and self-determination in human behavior. New York: Plenum.